# Helvetic Airways
Helvetic Airways là hãng hàng không Thụy Sĩ có trụ sở tại sân bay Zürich. Hãng hoạt động các chuyến bay tới các điểm đến ở châu Âu và Bắc Phi, chủ yếu là thị trường giải trí, mà còn đến các địa điểm kinh doanh trên danh nghĩa của chính mình cũng như các chuyến bay thường xuyên đại diện cho Swiss International Air Lines sử dụng đội tàu bay gồm các tàu bay Fokker 100.
Helvetic Airways được thành lập vào mùa thu năm 2003 như một thương hiệu riêng và mở rộng của các hãng hàng không hiện hữu Odette Airways để phục vụ các điểm đến tại Đông Nam Âu. Hãng hàng không giá rẻ đầu tiên của Thụy Sĩ đã bắt đầu hoạt động vào tháng với một chiếc Fokker 100 bay tới 3 điểm đến. Đến năm 2004, đội tàu đã tăng lên đến 7 tàu bay.

## Đội bay
Tính đến tháng 7/2021:
| Máy bay        | Đang vận hành | Đặt hàng | Hành khách | Ghi chú                                      |  |
| -------------- | ------------- | -------- | ---------- | -------------------------------------------- |  |
| Embraer 190    | 3             | —        | 112        | Khai thác bởi Swiss International Air Lines. |  |
| Embraer 190-E2 | 8             | —        | 110        |                                              |  |
| Embraer 195-E2 | 2             | 2        | 134        | Giao hàng đến tháng 7/2021                   |  |
| Tổng cộng      | 15            | !2       |            |                                              |  |